# Лучинська волость
Лучинська волость — історична адміністративно-територіальна одиниця Сквирського повіту Київської губернії з центром у селі Лучин.
Станом на 1886 рік складалася з 5 поселень, 5 сільських громад. Населення — 3193 особи (1550 чоловічої статі та 1643 — жіночої), 375 дворових господарств.
|                     | Площа, десятин | У тому числі орної, дес. |
| ------------------- | -------------- | ------------------------ |
| Сільських громад    | 3013           | 2636                     |
| Приватної власності | 4433           | 1650                     |
| Іншої власності     | 76             | 60                       |
| Загалом             | 7522           | 4346                     |

Поселення волості:
- Лучин — колишнє власницьке село при річці Турбівка за 50 верст від повітового міста, 1398 осіб, 165 дворів, православна церква, католицька каплиця, постоялий двір, постоялий будинок, 2 лавки, 3 водяних млини.
- Турбівка — колишнє власницьке село при річці Турбівка, 698 осіб, 86 дворів, православна церква, постоялий будинок, лавка, 2 вітряних млини.

Старшинами волості були:
- 1909—1912 року — Леонтій Євстафійович Поліщук[2],[3],[4];
- 1913 року — Мирон Охримович Сич[5];
- 1915 року — Іван Михайлович Болтовець[6].